# 572
| [ Edytuj tabelę ]          |                                              |
| Król Bernicji              | - 568 Etelryk 572 - 572 Teodoryk 579         |
| Cesarz Bizancjum           | - 565 Justyn II 578                          |
| Król Essexu                | - 527 Aescwine 587                           |
| Król Franków               | - 561 Guntram I 592                          |
| Król Franków w Austrazji   | - 561 Sigebert I 575 - 570 Childebert II 595 |
| Król Franków w Neustrii    | - 567 Chilperyk I 584                        |
| Cesarz Japonii             | - 572 Bidatsu 585                            |
| Król Kentu                 | - 560 Ethelbert I 616                        |
| Patriarcha Konstantynopola | - 565 Jan III Scholastyk 577                 |
| Władca Korei               | - 559 P’yŏngwŏn 590                          |
| Król Longobardów           | - 565 Alboin 572 - 572 Klef 584              |
| Papież                     | - 561 Jan III 574                            |
| Król Persji                | - 531 Chosrow I 579                          |
| Król Wessexu               | - 560 Ceawlin 592                            |
| Król Wizygotów             | - 568 Leowigild 586                          |

Rok 572 / DLXXII
stulecia: V wiek ~
VI wiek ~
VII wiek

lata: 562 «
567 «
568 «
569 «
570 «
571 «
572
» 573
» 574
» 575
» 576
» 577
» 582

## Wydarzenia
- Azja
  - wybuchła wojna cesarstwa wschodniorzymskiego z Persją
- Europa
  - Longobardowie zdobyli Pawię

## Urodzili się
- Bodhiruci (młodszy) - mnich buddyjski i tłumacz (zm. 727)

## Zmarli
- 28 czerwca - Alboin, król Longobardów, zamordowany na polecenie żony Rozamundy